# Sphaerodactylus graptolaemus
Sphaerodactylus graptolaemus — вид геконоподібних ящірок родини Sphaerodactylidae. Мешкає в Коста-Риці і Панамі.

## Поширення і екологія
Sphaerodactylus graptolaemus мешкають на тихоокеанському узбережжі Коста-Рики (на південь від заповідника Тівівес) і західної Панами (Чирикі). Вони живуть у вологих рівнинних тропічних лісах, на висоті до 700 м над рівнем моря. Ведуть деревний спосіб життя, активні вдень і в присмерках.